# Janice Wilson
Janice Wilson est une actrice américaine née à Chicago (Illinois) le 28 octobre 1900 et décédée à Encino (Californie) le 5 novembre 1982.
Elle fut une actrice du cinéma muet et tourna quelques films entre 1919 et 1921.

## Filmographie
- 1919 : Pitfalls of a Big City
- 1919 : The World Aflame
- 1920 : Le Cercle blanc (The White Circle)
- 1921 : The Mask
- 1921 : Le Devin du faubourg (The Swamp) de Colin Campbell